# Mnich
Mnich ist eine Gemeinde in Tschechien. Sie liegt 17 Kilometer nördlich von Jindřichův Hradec und gehört zum Okres Pelhřimov.

## Geographie
Mnich befindet sich im Süden der Böhmisch-Mährischen Höhe am Direnský potok. Nordöstlich des Ortsteils Chválkov verläuft die Schmalspurbahnstrecke Jindřichův Hradec–Obrataň.
Nachbarorte sind Vlkosovice, Chválkov und Rutov im Norden, Dvořiště und Mirotín im Nordosten, Betlém und Bohdalín im Osten, Novy Mnich und Hladov im Südosten, Rosička im Süden, Světce im Südwesten, Drunče und Annovice im Westen sowie Bořetín im Nordwesten.

## Geschichte
Erstmals urkundlich erwähnt wurde Mnich im Jahre 1352 als Besitz des Pelhřimov von Mnich. Sieben Jahre später übernahm Purkart von Mnich das Patronat über die Kirche, die seit 1371 als Pfarrkirche fungierte. An der Stelle des heutigen Dorfes befand sich ursprünglich eine von Schanzen und Wassergräben umgebene wehrhafte Burg. Das Geschlecht von Mnich erlosch nach 1415.
1552 erwarben die Herren von Talmberg Mnich. 1583 brannte das Dorf nieder, auch die Kirche wurde zerstört. Im Jahre 1588 war der Wiederaufbau des Ortes abgeschlossen.
1650 wurde die verarmte Pfarre aufgelöst und an Deštná angeschlossen. 1750 wurde auf Antrag des Besitzers von Mnich, Franz de Paula Freiherr von Gudenus, das Kirchspiel Mnich wieder eingerichtet und 1759 die Kirche zur Pfarrkirche erhoben. 1779 erfolgte ein Umbau der Kirche, bei der anstelle des hölzernen Glockenturmes ein fester Kirchturm errichtet wurde. 1780 bestand der Ort aus 45 Häusern. Ab 1787 liegen von Mnich Kirchenbücher vor.
Nach der Aufhebung der Patrimonialherrschaften entstand 1848 aus den Herrschaften Rothlhota, Kamenitz und Neuötting die k.k. Bezirkshauptmannschaft Kamenitz, zu der Mnich fortan gehörte.
1906 wurde die Schmalspurbahn von Obrataň nach Jindřichův Hradec eingeweiht. Seit 1971 wird die Pfarrei von Deštná aus verwaltet.

## Gemeindegliederung
Die Gemeinde Mnich besteht aus den Ortsteilen Chválkov (Chwalkow), Dvořiště, Mirotín (Mirotin), Mnich und Rutov (Rutow). Grundsiedlungseinheiten sind Betlém (Betlem), Chválkov, Dvořiště, Mirotín, Mnich, Nový Mnich (Neu Mnich) und Rutov.
Das Gemeindegebiet gliedert sich in die Katastralbezirke Chválkov u Kamenice nad Lipou, Mirotín und Mnich.

## Sehenswürdigkeiten
- Kirche Johannes des Täufers, seit 1359 nachweisbar
- Pfarrhaus, vor 1371 errichtet
- Statue des Hl. Johannes von Nepomuk auf dem Markt
- Denkmal der Slawischen Brüder, nördlich des Ortes